# Bundestagswahlkreis Berlin-Tempelhof
Der Bundestagswahlkreis Berlin-Tempelhof war ein Bundestagswahlkreis in Berlin, der in dieser Form nur für zwei Wahlperioden von 1994 bis 2002 existierte. Er umfasste den ehemaligen Bezirk Tempelhof. Vorläufer dieses Wahlkreises war 1990 der Wahlkreis Berlin-Tempelhof – Südost-Steglitz. Zur Bundestagswahl 2002 ging das Wahlkreisgebiet im neuen Wahlkreis Berlin-Tempelhof – Schöneberg auf.

## Bundestagswahl 1998
| Kandidaten                     | Kandidaten                    | Parteien/Listen     | Erststimmen | Erststimmen | Zweitstimmen | Zweitstimmen |
| Kandidaten                     | Kandidaten                    | Parteien/Listen     | Stimmen     | %           | Stimmen      | %            |
| ------------------------------ | ----------------------------- | ------------------- | ----------- | ----------- | ------------ | ------------ |
|                                | Ingrid Holzhütergewählt im WK | SPD                 | 50.358      | 42,4        | 46.600       | 39,2         |
|                                | Rupert Scholz                 | CDU                 | 49.955      | 42,1        | 41.783       | 35,1         |
|                                | Martin Buys                   | PDS                 | 1.934       | 1,6         | 2.387        | 2,0          |
|                                | Herbert Mücke                 | GRÜNE               | 6.782       | 5,7         | 10.277       | 8,6          |
|                                | Alexander Fritsch             | FDP                 | 3.046       | 2,6         | 7.880        | 6,6          |
|                                | −                             | APPD                | –           | –           | 76           | 0,1          |
|                                | −                             | APD                 | –           | –           | 456          | 0,4          |
|                                | −                             | BüSo                | –           | –           | 17           | 0,0          |
|                                | Norman Plaster                | BFB – Die Offensive | 624         | 0,5         | 372          | 0,3          |
|                                | −                             | Chance 2000         | –           | –           | 183          | 0,2          |
|                                | –                             | DVU                 | –           | –           | 2.194        | 1,8          |
|                                | Wolfgang Rühlmann             | Graue               | 1.483       | 1,2         | 1.261        | 1,1          |
|                                | Reinhard Haese                | REP                 | 3.829       | 3,2         | 2.934        | 2,5          |
|                                | −                             | Die Frauen          | –           | –           | 149          | 0,1          |
|                                | −                             | HP                  | –           | –           | 16           | 0,0          |
|                                | −                             | Pro DM              | –           | –           | 970          | 0,8          |
|                                | −                             | MLPD                | –           | –           | 11           | 0,0          |
|                                | −                             | Tierschutz          | –           | –           | 672          | 0,6          |
|                                | −                             | NPD                 | –           | –           | 166          | 0,1          |
|                                | −                             | Naturgesetz         | –           | –           | 123          | 0,1          |
|                                | Lore Misselwitz               | ÖDP                 | 200         | 0,2         | 122          | 0,1          |
|                                | Peter Leonhardt               | PASS                | 429         | 0,4         | 263          | 0,2          |
|                                | −                             | PSG                 | –           | –           | 18           | 0,0          |
| Gesamt                         | Gesamt                        | Gesamt              | 118.640     | 100         | 118.930      | 100          |
|                                |                               |                     |             |             |              |              |
| Ungültige Stimmen              | Ungültige Stimmen             | Ungültige Stimmen   | 1.914       | 1,6         | 1.624        | 1,3          |
| Wähler                         | Wähler                        | Wähler              | 120.554     | 83,6        | 120.554      | 83,6         |
| Wahlberechtigte                | Wahlberechtigte               | Wahlberechtigte     | 144.263     |             | 144.263      |              |
|                                |                               |                     |             |             |              |              |
| Quellen: Der Bundeswahlleiter, |                               |                     |             |             |              |              |

## Bundestagswahl 1994
| Kandidaten                     | Kandidaten                 | Parteien/Listen   | Erststimmen | Erststimmen | Zweitstimmen | Zweitstimmen |
| Kandidaten                     | Kandidaten                 | Parteien/Listen   | Stimmen     | %           | Stimmen      | %            |
| ------------------------------ | -------------------------- | ----------------- | ----------- | ----------- | ------------ | ------------ |
|                                | −                          | SPD               | 41.408      | 34,8        | 39.359       | 33,0         |
|                                | Rupert Scholzgewählt im WK | CDU               | 61.002      | 51,2        | 54.499       | 45,7         |
|                                | −                          | PDS               | 1.572       | 1,3         | 1.959        | 1,6          |
|                                | −                          | GRÜNE             | 7.597       | 6,4         | 9.389        | 7,9          |
|                                | −                          | FDP               | 3.355       | 2,8         | 8.764        | 7,3          |
|                                | −                          | Solidarität       | –           | –           | 39           | 0,0          |
|                                | −                          | BSA               | –           | –           | 11           | 0,0          |
|                                | −                          | Graue             | 2.150       | 1,8         | 1.788        | 1,5          |
|                                | −                          | Naturgesetz       | –           | –           | 324          | 0,3          |
|                                | −                          | REP               | 2.016       | 1,7         | 2.158        | 1,8          |
|                                | −                          | MLPD              | –           | –           | 19           | 0,0          |
|                                | −                          | ÖDP               | –           | –           | 236          | 0,2          |
|                                | −                          | PASS              | –           | –           | 292          | 0,2          |
|                                | −                          | STATT             | –           | –           | 416          | 0,3          |
|                                | −                          | KPD               | 266         | 0,2         | –            | –            |
| Gesamt                         | Gesamt                     | Gesamt            | 119.100     | 100         | 119.253      | 100          |
|                                |                            |                   |             |             |              |              |
| Ungültige Stimmen              | Ungültige Stimmen          | Ungültige Stimmen | 1.529       | 1,3         | 1.376        | 1,1          |
| Wähler                         | Wähler                     | Wähler            | 120.629     | 81,9        | 120.629      | 81,9         |
| Wahlberechtigte                | Wahlberechtigte            | Wahlberechtigte   | 147.224     |             | 147.224      |              |
|                                |                            |                   |             |             |              |              |
| Quellen: Der Bundeswahlleiter, |                            |                   |             |             |              |              |

## Wahlkreisgeschichte
| Wahl | Wahlkreisname        | Gebiet           | Wahlkreissieger  | Partei | Erststimmen |
| ---- | -------------------- | ---------------- | ---------------- | ------ | ----------- |
| 1994 | 256 Berlin-Tempelhof | Bezirk Tempelhof | Rupert Scholz    | CDU    | 51,2 %      |
| 1998 | 256 Berlin-Tempelhof | Bezirk Tempelhof | Ingrid Holzhüter | SPD    | 42,4 %      |